# Rezonans (antropologia)
Rezonans – metoda weryfikacji teorii antropologicznych, polegająca na wzajemnym oddziaływaniu doświadczenia badacza podczas badań terenowych z doświadczeniem badanych. Rezonans jest źródłem dowodów, które potwierdzają wyobrażenia badacza na temat obcej kultury. Termin ten do antropologicznej epistemologii wprowadziła Kirsten Hastrup w swojej pracy „Droga do antropologii. Między doświadczeniem a teorią” (w tłum. Ewy Klekot).